# Супергалактички кластери
У астрономији, супергалактички кластери или суперјата су асоцијације на јата и група галаксија; оне су међу највећим познатим структурама у свемиру. Млечни пут је део групе галаксија Локалне групе (која садржи више од 54 галаксије), која је заузврат део суперкластера Девице, које је део суперкластера Ланијакеа. Велика величина и мала густина суперкластера значи да се они, за разлику од кластера, шире са Хабловом експанзијом. Број суперкластера у видљивом универзуму се процењује на 10 милиона.

## Постојање
Постојање суперјата указује да галаксије у свемиру нису равномерно распоређене; већина њих је састављена у групе и јата, са групама које садрже до неколико десетина галаксија и јата до неколико хиљада галаксија. Те групе и јата и додатне изоловане галаксије заузврат формирају још веће структуре зване суперјата.
Њихово постојање је први постулирао Џорџ Ејбел у Ејбеловом каталогу кластера галаксија из 1958. године. Он их је назвао „кластери другог реда“, или кластери кластера.
Суперјата формирају масивне структуре галаксија, назване „филаменти”, „комплекси суперјата”, „зидови” или „лимови”, који се могу простирати између неколико стотина милиона светлосних година до 10 милијарди светлосних година, покривајући више од 5% видљивог свемира. Ово су највеће структуре познате до данас. Посматрања суперкластера могу дати информације о почетном стању универзума, када су ова суперјата створена. Правце ротационих оса галаксија унутар суперјата проучавају они који верују да они могу дати увид и информације у рани процес формирања галаксија у историји свемира.
Међу суперјатовима су велике празнине у свемиру где постоји неколико галаксија. Суперјата се често деле на групе кластера које се називају групама галаксија и јата.
Иако би суперкластери требало да буду највеће структуре у универзуму према космолошком принципу, веће структуре су примећене у истраживањима, укључујући Слоунов велики зид.

## Општи појмови
Суперјата чине највеће познате структуре у свемиру. Њихово постојање говори да галаксије нису распоређене једнако; већина је распоређена у групама и јатима, у групама их има око педесет милијарди а у јатима их има више милијарди. Та галактичка јата и групе као и неколико изолованих галаксија чине струтуре још већих размера названи суперјата.
Оне су често подељене на јата названа галактички облак. Простор између суперјата као да је лишен материје. Постојање још већих стреуктура као што су галактичке струне је дискутабилан.

## Карактеристике
По Гајонгу Чону, величина суперјата може бити од више десетина парсека до око 150 x h-1 парсека.
Облик супергалактичког кластера је ирегуларан, често спљошен и стањен или влакнаст и генерално гледано није сферично симетричан.

## Историја
суперјато је први пут употребљено 1958. године од стране француско-америчког астронаута Жерарда де Вакулера.
Гајонг Чон је први говорио о суперјату први пут 1961. од стране Џорџа Абела да би била потврђена 1973. године од стране Ричарда Богарта и Роберта Вагонера као и од стране Мајкла Хосера и Џејмса Пибла.

## Примери

### Локално суперјато
Млечни пут је део локалне групе која је са своје стране део локалног суперјата који је ширине око 18,4 милиона парсека. Та структура је део суперјата Девице који је део још веће структуре назване Ланиакеа откривене 2014. године.

### Блиска суперјата
- Хидра-Кентаур
- Персеј-Риба
- Паун-Индијанац
- Беренцове власи
- Феникс
- Сулкптура
- Херкул
- Лав
- Шаплеј

### Далека суперјата
- Риба-Кит
- Говедар
- Сат
- Корона боралис
- Коломб
- Водолија
- Водолија Б
- Водолија-Јарац
- Водолија-Ован
- Ован А
- Длето
- Змај
- Змај-Велики Медвед
- Пећ-Ерида
- Ждрал
- Лав А
- Лав-Девица
- Микроскоп
- Пегаз-Риба
- Риба
- Риба-Ован
- Велики Медвед

## Каталози
Велики број каталога је обликован нарочито од стране Херберта Џ. Рода, Рејмонда Сонеира, Мајкла Веста и других.

## Списак суперкластера
| Галактички суперкластер    | Подаци                                                                                      | Напомене |
| -------------------------- | ------------------------------------------------------------------------------------------- | --- |
| Ланијакеа суперкластер     | - z = 0.000 - Дужина = 153 Mpc (500 милиона светлосних година)                              | Ланијакеа суперкластер садржи кластер Девице, Локалну групу, и проширењем на последњем, нашу галаксију; Млечни пут. |
| Девица суперкластер        | - z= 0.000 - Дужина = 33 Mpc (110 милиона светлосних година)                                | Садржи Локалну групу са нашом галаксијом, Млечним путем. Такође садржи кластер Девице близу свог центра, а понекад се назива и Локални суперкластер. Сматра се да садржи преко 47.000 галаксија. Једна студија из 2014. показује да је суперкластер Девице само режањ још већег суперјата, Ланијакеа.            |
| Хидра-Кентаур суперкластер |                                                                                             | Састоји се од два режња, који се понекад називају и суперкластери, док се понекад цело суперјато назива ова друга два имена - Хидра суперкластер - Кентаур суперкластер У 2014. години, новонајављено суперјато Ланијакеа је обухватило суперјато Хидра-Кентаур, које је постало компонента новог суперкластера. |
| Паво-Индус суперкластер    |                                                                                             | У 2014. години, новонајављено суперјато Ланијакеа је обухватило суперјато Паво-Индус, које је постало компонента новог суперкластера. |
| Јужни суперкластер         |                                                                                             | Укључује Форнакс кластер (С373), облаке Дорадо и Ериданус. |
| Сарасвати суперкластер     | Растојање = 4000 милиона светлосних година (1,2 Gpc) Дужина = 652 милиона светлосних година | Суперкластер Сарасвати се састоји од 43 масивна галактичка јата као што је Ејбел 2361 и има масу од око 2 x 1016 M☉ и види се у сазвежђу Риба |

### Оближњи суперкластери
| Галактички суперкластер | Подаци                                                        | Напомене |
| ----------------------- | ------------------------------------------------------------- | --- |
| Персеј-Риба суперклатер |                                                               | |
| Кома суперклатер        |                                                               | Формира већину CfA Хомункулуса, центра галактичког филамента CfA2 Великог зида |
| Скулптор суперклатер    |                                                               | SCl 9 |
| Херкулес суперклатер    |                                                               | SCl 160 |
| Лав суперклатер         |                                                               | SCl 93 |
| Змијоноша суперклатер   | - 17h 10m −22° - cz=8500–9000 km/s (центар) - 18 Mpc x 26 Mpc | Формирајући далеки зид празнине Змијоноша, може бити повезан у филаменту са суперјатом Паво-Индус-Телескопијум и суперјатом Херкула. Ово суперјато је усредсређено на cD јато Змијоноше, и има најмање још два јата галаксија, још четири групе галаксија, неколико галаксија поља, као чланове. |
| Шапли суперклатер       | - z=0.046.(650 Mly удаљен)                                    | Друго пронађено суперјато, после Локалног суперкластера. |

### Екстремно удаљени суперкластери
| Галактички суперкластер         | Подаци             | Напомене |
| ------------------------------- | ------------------ | --- |
| Хајперион прото-суперкластер    | z=2.45             | Ово суперјато у време његовог открића 2018. године било је најраније и највеће прото-суперјато пронађено до тада. |
| Рис суперкластер                | z=1.27             | Откривен 1999. године (као ClG J0848+4453, назив који се сада користи за описивање западног кластера, при чему је ClG J0849+4452 источни), садржи најмање два кластера RXJ 0848.9+4452 (z=1,26) и RXJ 0848.6+4453 (z=1,27). У време открића, постао је најудаљенији познати суперкластер. Поред тога, седам мањих група галаксија је повезано са овим суперкластером.                                                                             |
| SCL @ 1338+27 at z=1.1          | z=1.1 Дужина=70Mpc | Богат суперкластер са неколико галактичких кластера откривен је око неуобичајене концентрације од 23 QSO на з=1,1 2001. Величина комплекса јата може указивати да тамо постоји зид галаксија, уместо једног суперкластера. Откривена величина приближава се величини филамента CfA2 Великог зида. У време открића, то је било највеће и најудаљеније суперјато изван z=0.5                                                                        |
| SCL @ 1604+43 at z=0.9          | z=0.91             | Овај суперкластер у време свог открића 2000. године је био највеће суперјато пронађено тако дубоко у свемиру. Састојао се од два позната богата јата и једног новооткривеног кластера као резултат студије која га је открила. Тада позната јата била су Cl 1604+4304 (z=0,897) и Cl 1604+4321 (z=0,924), за која се тада знало да имају 21 односно 42 познате галаксије. Тадашње новооткривено јато налазило се на 16h 04m 25,7s, +43° 14′ 44,7″ |
| SCL @ 0018+16 at z=0.54 in SA26 | z=0.54             | Овај суперкластер лежи око радио галаксије 54W084C (z=0,544) и састоји се од најмање три велика јата, CL 0016+16 (z=0,5455), RX J0018.3+1618 (z=0,5506), RX J0018.8+1602. |
| MS 0302+17                      | z=0.42 Дужина=6Mpc | Овај суперкластер има најмање три члана, источни кластер CL 0303+1706, јужни кластер MS 0302+1659 и северни кластер MS 0302+1717. |

### Повезани чланци
- Галаксија
- Свемир